# Cigoli
Cigoli, plným jménem Lodovico Cardi da Cigoli (1559 Castelvecchio di Cigoli – 1613 Řím), byl italský malíř, sochař, básník a architekt, stylově na přechodu od manýrismu k baroku. Jeho učiteli byli Alessandro Allori, Bernardo Buontalenti a Santi di Tito. Zprvu působil ve Florencii, roku 1604 přesídlil do Říma, vracel se však i později do Toskánska, kam uvedl barokní styl. K jeho žákům patřili Giovanni Biliverti, Sigismondo Coccapani, Andrea Commodi, Cristofano Allori, Filippo Paladini, pravděpodobně i Domenico Fetti a Aurelio Lomi.